# Kamenica (Loznica)
Kamenica (Servisch cyrillisch Каменица) is een plaats in de Servische gemeente Loznica. De plaats telt 189 inwoners (2002).